# فيل كوفين
فيل كوفين (بالإنجليزية: Phil Coffin)‏ هو لاعب اتحاد الرغبي نيوزيلندي، ولد في 24 يوليو 1964 في Ōtorohanga ‏ في نيوزيلندا.